# 白玄鸥

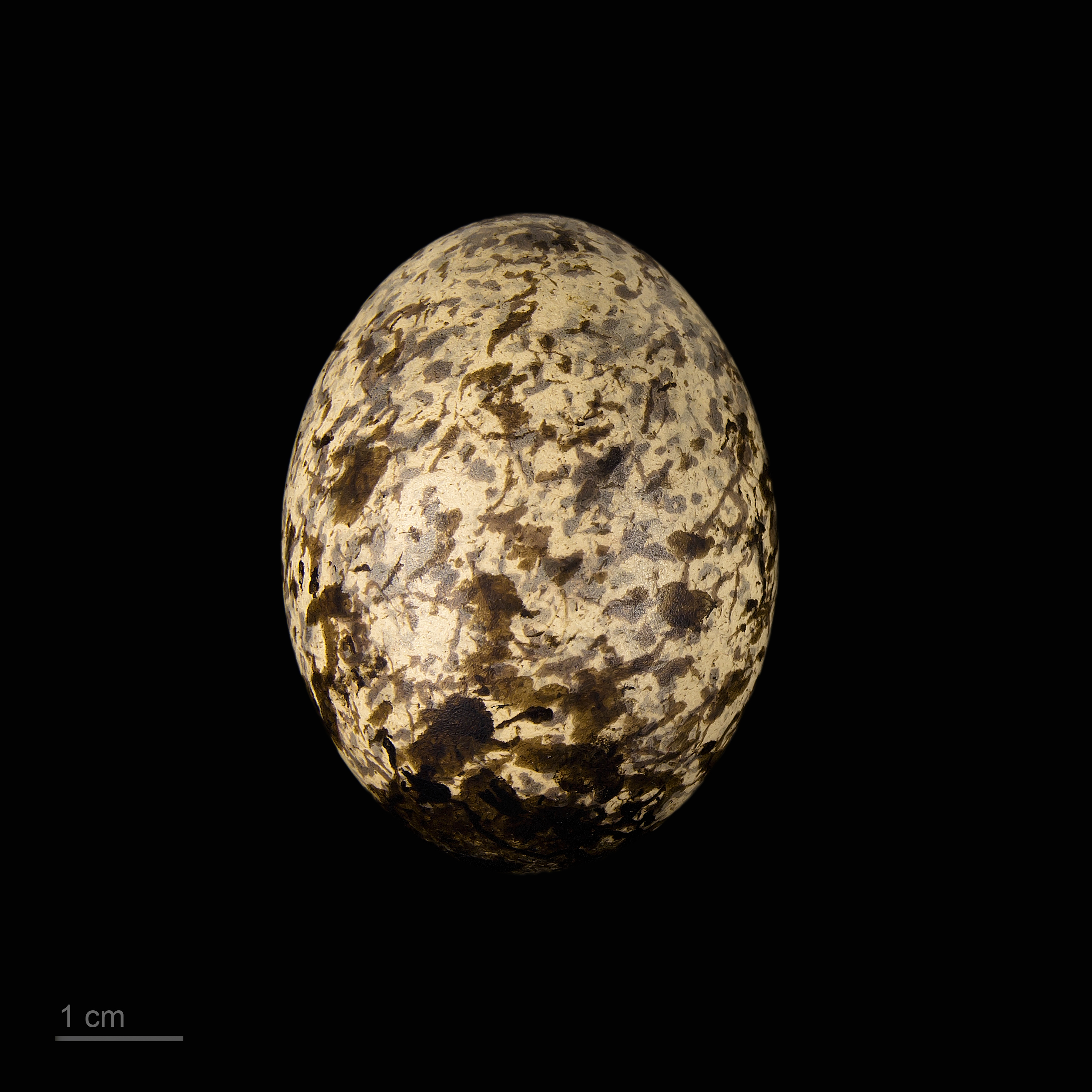
卵 Gygis alba

白玄鸥（学名：[Gygis alba] 错误：{{Lang}}：文本有斜体标记（帮助））又名白燕鷗，是鸥科白玄鸥属的一種小型鸥科鸟类。其种加词“alba”意为“白色的”。该物种的模式产地在南大西洋的亞森松島。

## 亚种
- 白玄鸥广东亚种（学名：[Gygis alba candida] 错误：{{Lang}}：文本有斜体标记（帮助））。在中国大陆，分布于澳门、西沙群岛等地。该物种的模式产地在印度洋Christmas群岛。[3]